# Harmful to Minors
Harmful to Minors: The Perils of Protecting Children From Sex [Prejudicial para os menores: Os perigos de proteger as crianças do sexo] é um livro escrito pela jornalista americana Judith Levine. Tornou-se famoso depois de ganhar, em 2002, o prêmio Los Angeles Times Book Award de interesse atual. 
Harmful to Minors é um trabalho revisado por pares no qual Levine solicita o reconhecimento dos menores de idade com seres sexuados e a liberalização das leis sobre idade de consentimento nos Estados Unidos. A autora considera que a sociedade está exagerando o risco da pedofilia e que os adolescentes não podem exercer sua sexualidade integralmente e de forma segura. Ela critica que a informação sobre sexualidade que os jovens recebem é deficiente em muitos países e analisa a educação sexual baseada na abstinência, que ela acha contraproducente e perigosa. No livro, Levine defende a suavização das leis americanas que regulam a posse de pornografia infantil e o acesso de menores ao aborto. Ela analisa também os temores utilizados para justificar a censura e os programas de tratamento para pedófilos, que ela considera que fazem mais mal do que os agressores sexuais.
No seu estudo, que abrange dois séculos de sexualidade nos Estados Unidos, Levine analisa as mudanças culturais e as políticas sobre o sexo nesse país. Ela revisa trabalhos de psicólogos, pediatras, advogados, psiquiatras e outros pesquisadores e chega à conclusão que as cifras de pedófilos patológicos são em torno do 1% e que nove em cada 45 milhões de crianças sofrem abusos ou são assassinadas. Tendo em conta essas cifras, Levine considera que a "histeria" da sociedade atual sobre a pedofilia não estaria justificada. A maior parte da pesquisa, que inclui entrevistas com adolescentes e adultos, foi realizada entre 1996 e inícios de 2000, e as estatísticas correspondentes foram atualizadas em 2001. 
O prólogo do livro foi escrito pelo ex Cirurgião Geral dos Estados Unidos, Joycelyn Elders, que se demitiu do seu cargo após ter proposto que fosse promovida a masturbação como um meio para evitar que os jovens se envolvam em prácticas sexuais arriscadas.
Por causa do seu conteúdo, suscetível de controvérsia, Levine teve muitas dificuldades para encontrar um editor. Finalmente, a Universidade de Minnesota concordou em publicar o livro, apesar da indignação da direita política de Minnesota. Uma vez publicada, a obra  provocou reações iradas em círculos conservadores dos Estados Unidos. Pelas teses defendidas no livro, Judith Levine foi acusada de justificar a pederastia e de promover a promiscuidade sexual entre os jovens. Alguns mesmo exigiram que o livro fosse retirado das bibliotecas. 